# Roberto Tesi
Roberto Tesi (Roma, 1945) è un giornalista ed economista italiano. È conosciuto anche come Galapagos, pseudonimo che usa per firmare i propri editoriali.

## Biografia
Si laurea nel 1970 all'Università La Sapienza di Roma, allievo di Federico Caffè.
Fino ai primi anni novanta è ricercatore economico presso l'Ispe, l'Istituto di Studi per la Programmazione Economica. Per lo stesso Istituto è stato direttore responsabile delle pubblicazioni, direttore della Biblioteca e del Centro di documentazione. È tra i fondatori de il manifesto, quotidiano con il quale collabora come commentatore economico e per il quale ha seguito i principali summit economici dalla fine degli anni settanta.
Negli anni settanta è stato docente presso l'Università la Sapienza di Roma. Nel 1999 ha curato per Rai Educational venti puntate dedicate ai grandi economisti. Collaboratore saltuario di Radio 3, è periodicamente chiamato alla conduzione di Primapagina.